# Kitamoto Ajako
Kitamoto Ajako (北本 綾子; Hepburn: Kitamoto Ayako) (Szapporo, 1983. június 22. –) japán válogatott női labdarúgó.

## Klub
2004 és 2010 között az Urawa Reds csapatában játszott. 118 bajnoki mérkőzésen lépett pályára és 58 gólt szerzett. 2010-ben vonult vissza. 2014 és 2015 között az Orca Kamogawa FC csapatában játszott.

## Nemzeti válogatott
A japán U20-as válogatott tagjaként részt vett a 2002-es U19-es világbajnokságon.
2004-ben debütált a japán válogatottban. A japán válogatott tagjaként részt vett a 2008-as Ázsia-kupán. A japán válogatottban 17 mérkőzést játszott.

## Statisztika
| Japán válogatott | Japán válogatott | Japán válogatott |
| Időszak          | Mérk.            | gól              |
| ---------------- | ---------------- | ---------------- |
| 2004             | 2                | 3                |
| 2005             | 4                | 0                |
| 2006             | 0                | 0                |
| 2007             | 1                | 0                |
| 2008             | 2                | 0                |
| 2009             | 3                | 0                |
| 2010             | 5                | 1                |
| Összesen         | 17               | 4                |

## Sikerei, díjai
Japán válogatott
- Ázsia-kupa:  Bronz; 2008

Klub
- Japán bajnokság: 2004, 2009

Egyéni
- Az év Japán csapatában: 2009